# العلاقات التنزانية السورية
العلاقات التنزانية السورية هي العلاقات الثنائية التي تجمع بين تنزانيا وسوريا.

## مقارنة بين البلدين
هذه مقارنة عامة ومرجعية للدولتين:
| وجه المقارنة                                              | تنزانيا                           | سوريا                    |
| --------------------------------------------------------- | --------------------------------- | ------------------------ |
| المساحة (كم2)                                             | 947.30 ألف                        | 185.18 ألف               |
| عدد السكان (نسمة)                                         | 57.31 مليون                       | 18.27 مليون              |
| الكثافة السكانية (ن./كم²)                                 | 60.5                              | 98.66                    |
| العاصمة                                                   | دودوما                            | دمشق                     |
| اللغة الرسمية                                             | اللغة السواحلية، اللغة الإنجليزية | اللغة العربية            |
| العملة                                                    | شيلينغ تانزاني                    | ليرة سورية               |
| الناتج المحلي الإجمالي (بليون دولار)                      | 52.09 مليار                       | 60.20 مليار              |
| الناتج المحلي الإجمالي (تعادل القوة الشرائية) بليون دولار | 138.73 مليار                      |                          |
| الناتج المحلي الإجمالي الاسمي للفرد دولار أمريكي          | 878                               |                          |
| الناتج المحلي الإجمالي للفرد دولار أمريكي                 | 2.54 ألف                          |                          |
| مؤشر التنمية البشرية                                      | 0.521                             | 0.594                    |
| رمز المكالمات الدولي                                      | +255                              | +963                     |
| رمز الإنترنت                                              | .tz                               | .sy                      |
| المنطقة الزمنية                                           | ت ع م+03:00، توقيت شرق أفريقيا    | ت ع م+02:00، ت ع م+03:00 |

## منظمات دولية مشتركة
يشترك البلدان في عضوية مجموعة من المنظمات الدولية، منها:
| علم المنظمة | اسم المنظمة                               | تاريخ انضمام تنزانيا | تاريخ انضمام سوريا |
| ----------- | ----------------------------------------- | -------------------- | ------------------ |
|             | مؤسسة التنمية الدولية                     | 6 نوفمبر 1962        | 28 يونيو 1962      |
|             | يونسكو                                    | 6 مارس 1962          | 16 نوفمبر 1946     |
|             | وكالة ضمان الاستثمار متعدد الأطراف        | 19 يونيو 1992        | 14 مايو 2002       |
|             | الأمم المتحدة                             | 14 ديسمبر 1961       | 24 أكتوبر 1945     |
|             | الاتحاد البريدي العالمي                   | ?                    | ?                  |
|             | البنك الدولي للإنشاء والتعمير             | 10 سبتمبر 1962       | 10 أبريل 1947      |
|             | الاتحاد الدولي للاتصالات                  | 31 أكتوبر 1962       | 12 يناير 1924      |
|             | منظمة حظر الأسلحة الكيميائية              | ?                    | ?                  |
|             | مؤسسة التمويل الدولية                     | 10 سبتمبر 1962       | 28 يونيو 1962      |
|             | المركز الدولي لتسوية المنازعات الاستشارية | 17 يونيو 1992        | 24 فبراير 2006     |
|             | منظمة الشرطة الجنائية الدولية             | ?                    | ?                  |

## وصلات خارجية
- موقع وزارة الخارجية التنزانية